# Malestream
Malestream é um neologismo em inglês que descreve a situação na qual a investigação científica se centra numa perspectiva masculina e assume que suas conclusões podem se generalizar a toda a população, independentemente de seu sexo ou gênero. Desenvolvido originalmente como uma crítica à distorção masculina da sociologia, o termo se aplicou desde então à geografia, a antropologia e a psicologia.
O termo foi utilizado pela primeira vez por Mary O'Brien, em seu livro de 1981 The Politics of Reproduction (Política da Reprodução). O termo implica um jogo de palavras com o termo em inglês mainstream (corrente principal) e consiste numa apropriação do conceito, aplicado à produção de conhecimento em ciências sociais. Trata-se de uma aplicação concreta da epistemologia da ignorância proposta por Karl Popper.